# Rudoltice (Černíkov)
Rudoltice jsou malá vesnice, část obce Černíkov v okrese Klatovy v Plzeňském kraji. Nachází se asi dva kilometry jihovýchodně od Černíkova. Je zde evidováno 22 adres. V roce 2011 zde trvale žilo 39 obyvatel.
Rudoltice leží v katastrálním území Rudoltice u Černíkova o rozloze 2,13 km².

## Historie
První písemná zmínka o vesnici pochází z roku 1379.

## Obyvatelstvo
| Rok            | 1869 | 1880 | 1890 | 1900 | 1910 | 1921 | 1930 | 1950 | 1961 | 1970 | 1980 | 1991 | 2001 | 2011 | 2021 |
| -------------- | ---- | ---- | ---- | ---- | ---- | ---- | ---- | ---- | ---- | ---- | ---- | ---- | ---- | ---- | ---- |
| Počet obyvatel | 154  | 132  | 120  | 118  | 124  | 105  | 112  | 75   | 80   | 64   | 51   | 49   | 44   | 39   | 41   |
| Počet domů     | 23   | 24   | 24   | 20   | 20   | 20   | 21   | 23   | 20   | 18   | 17   | 21   | 20   | 20   | 19   |

## Obecní správa
Při sčítání lidu v letech 1850–1984 Rudoltice byly samostatnou obcí v okrese Domažlice. Od 1. ledna 1985 jsou částí obce Černíkov v okrese Domažlice, ale od 1. ledna 2007 v okrese Klatovy.

## Fotogalerie

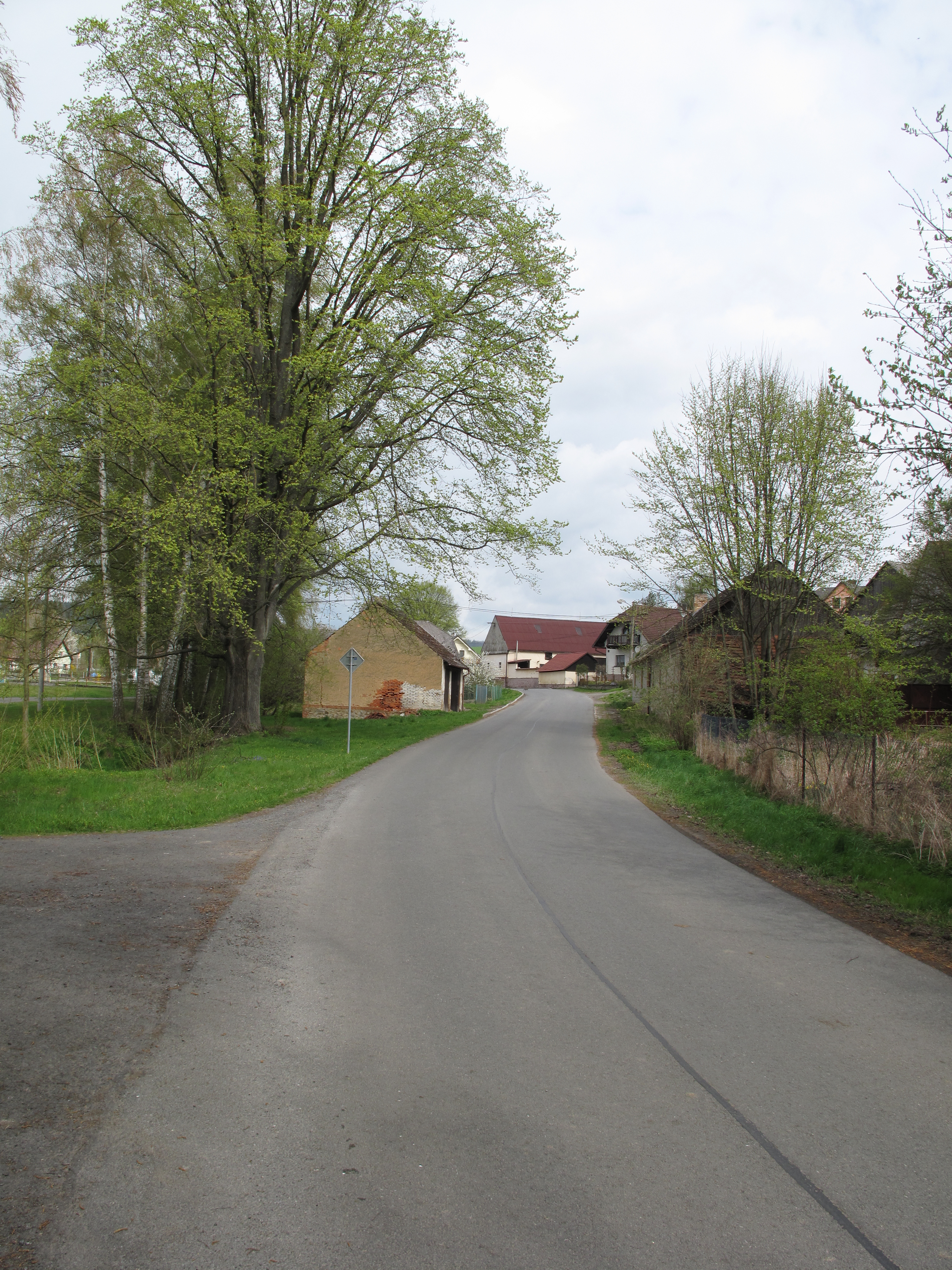
Cesta Rudolticemi
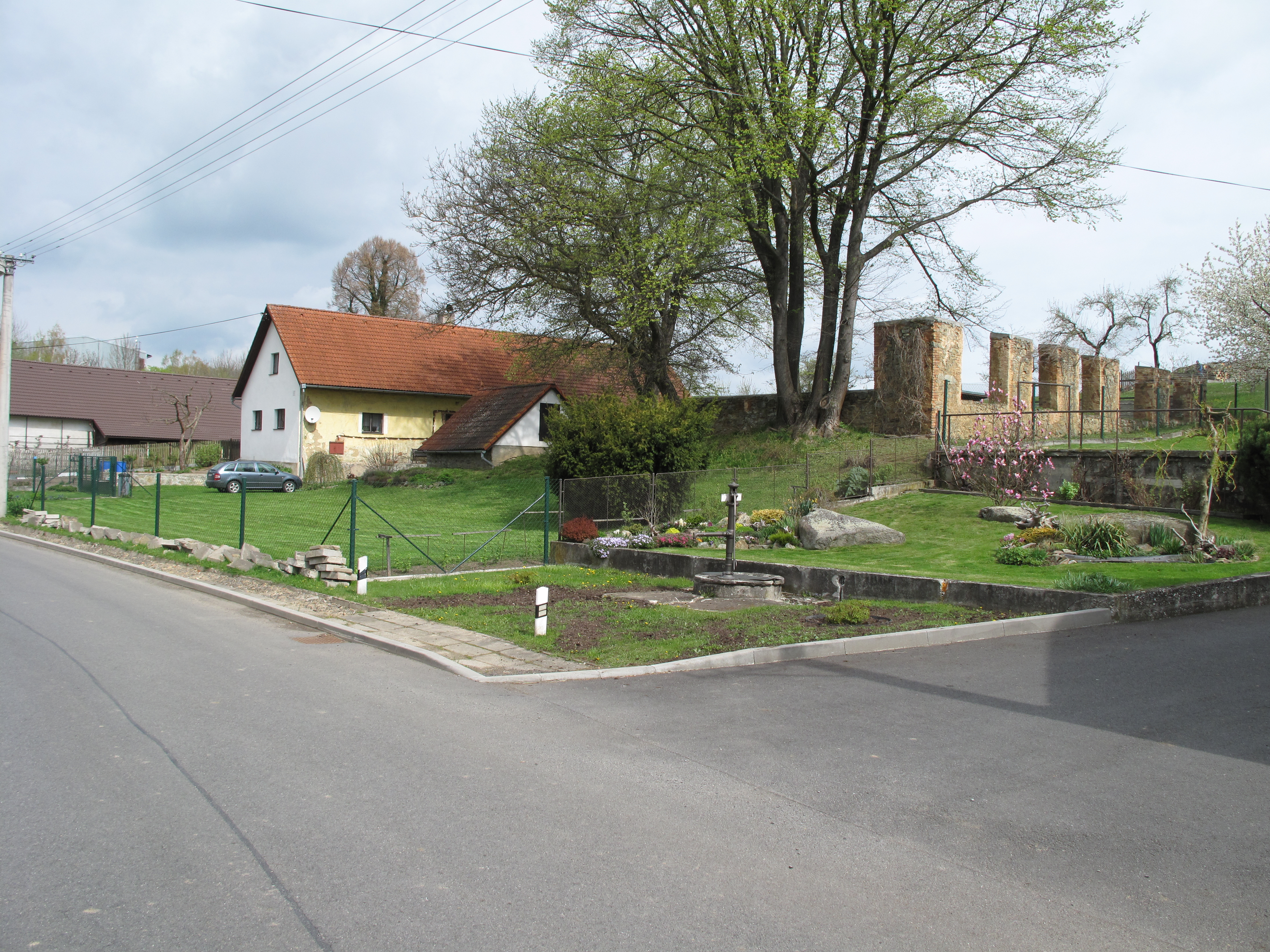
Dům a zahrada
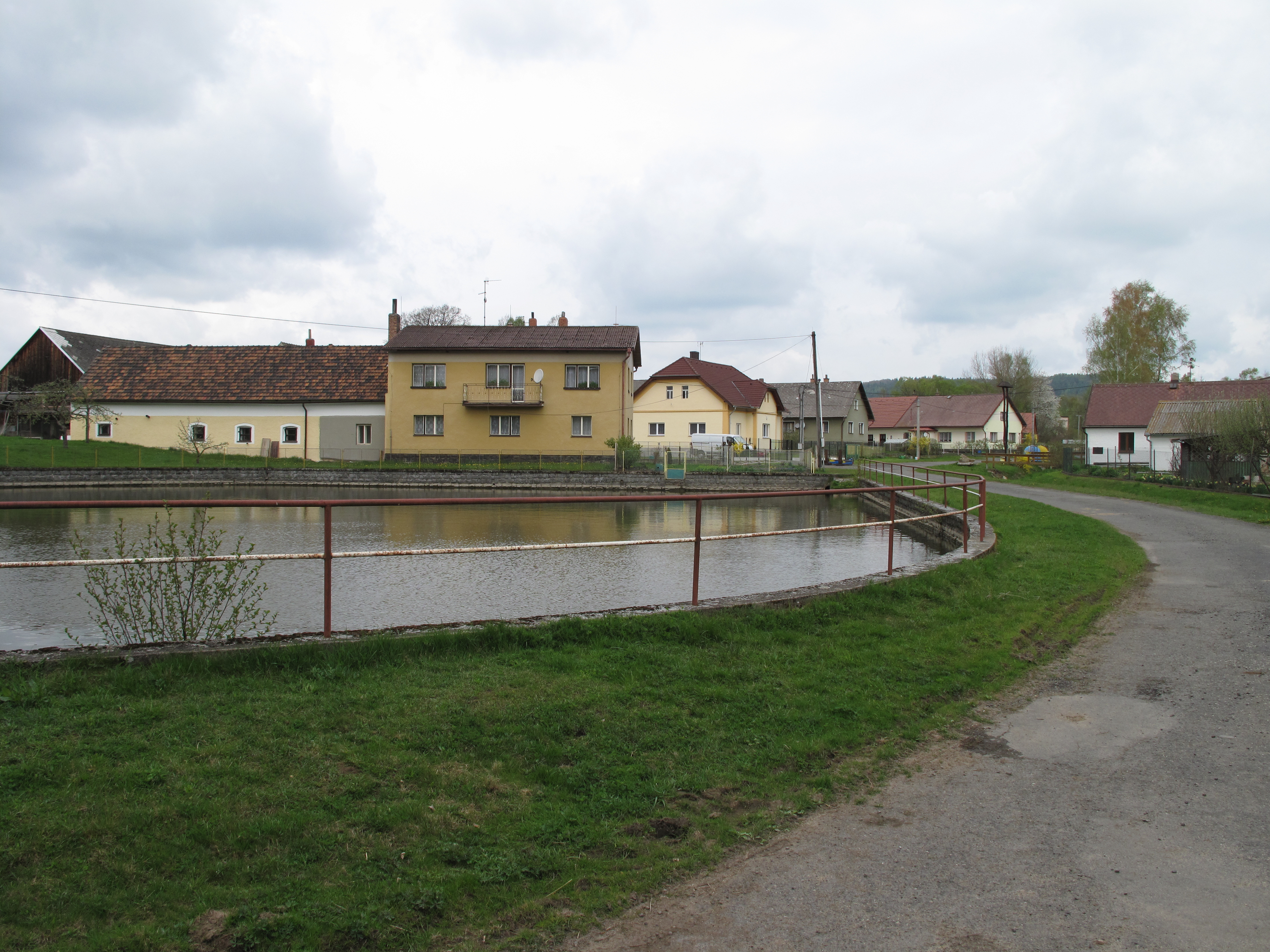
Vodní nádrž